# Французько-люксембурзький кордон
Французько-люксембурзький кордон простягається на 73 кілометри на північний схід від Франції та на південь від Люксембургу.

## Опис
Починається на заході в триточці Бельгія-Франція-Люксембург (49°32′47″ пн. ш. 5°49′07″ сх. д. / 49.54639° пн. ш. 5.81861° сх. д.), на стику бельгійського муніципалітету Обанж, французької комуни Мон-Сен-Мартен і люксембурзької комуни Петанж. Ця точка розташована на річці К'єр.
Потім він слідує в загальному східному напрямку до трипункту Німеччина-Франція-Люксембург (49°28′10″ пн. ш. 6°22′02″ сх. д. / 49.469444° пн. ш. 6.367222° сх. д.), на стику німецького муніципалітету Перль, французької комуни Апах і люксембурзької комуни Шенген. Ця точка розташована на Мозелі.

## Історія

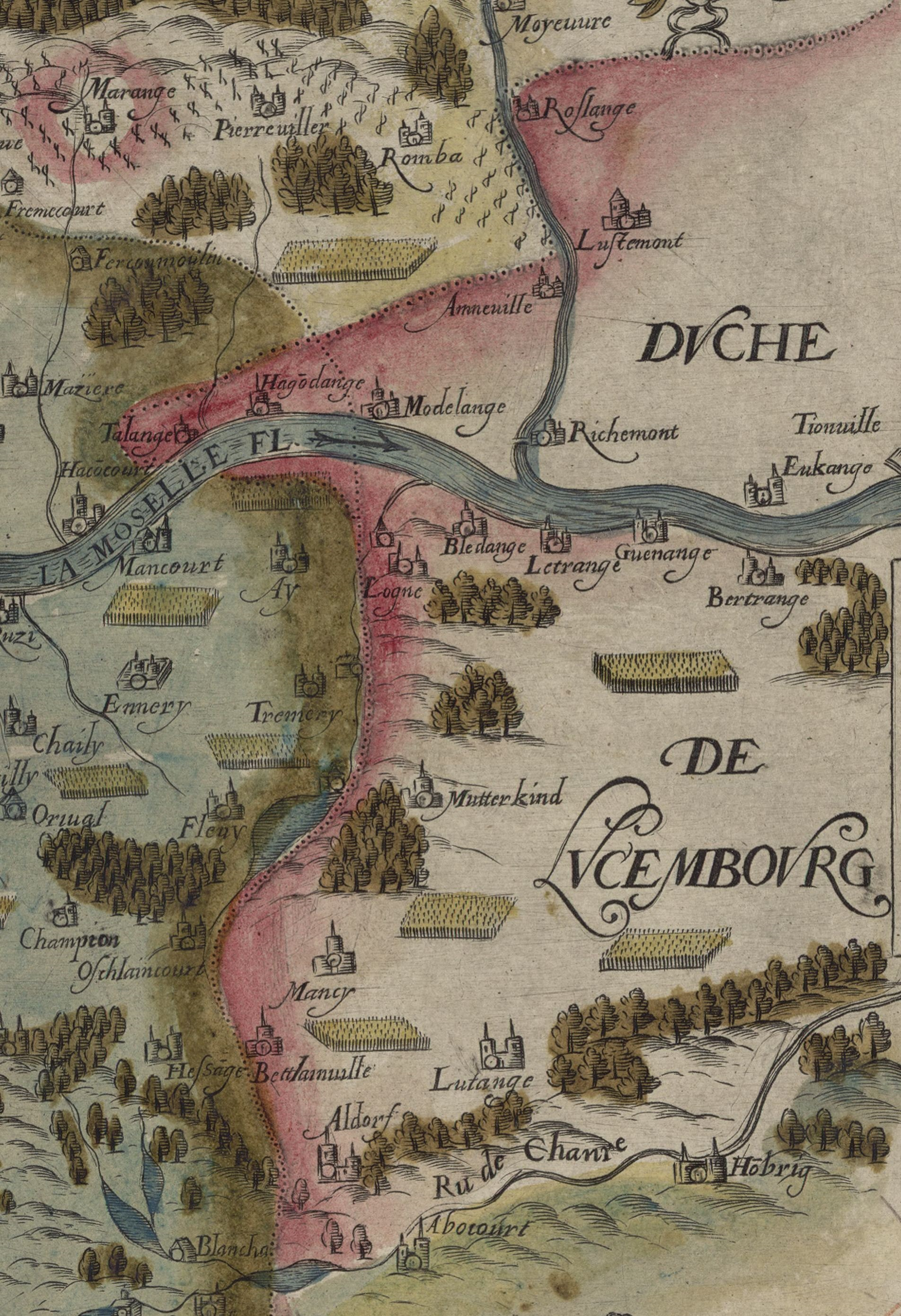
Кордон між країною Мессен і Люксембургом у 1610 році, включаючи люксембурзький анклав Маранге.

Коли в 1552 році була створена провінція Труа-Евеше, з’явився перший франко-люксембурзький кордон: він був розташований між північчю округу Мец і півднем округу Тьйонвіль.
Прикордонні села Юссіньї і Режанж були передані Люксембургом Лотарингії в 1602 році.
Після Піренейського договору 1659 року, незважаючи на зміни, які відбулися в династіях його суверенів, територіальна поверхня Люксембургу не зазнавала змін до 1795 року, за винятком погоджених Марією-Терезою та королем Франції Людовиком XV, перелічених у два договори про кордон 1769 і 1779 рр.
Остання зміна курсу кордону датується 2007 роком із обміном землею загальною площею 87 679 м 2 між французьким муніципалітетом Рюссанж та люксембурзьким муніципалітетом Санем, на захід від Еш-сюр-Альзетт, як частину забудованих територій, проект перетворення металургійних пустирів у центри вищої освіти та університети.
 

## Пункти перетину доріг
Є багато пунктів перетину кордону, головним з яких є європейський маршрут E25 зі Страсбурга через Сент-Авольд і Мец до міста Люксембург, перетин кордону в Зуффтжан.